# Систем за менаџмент људских ресурса
Систем за менаџмент људских ресурса (енгл. Human Resource Management System, HRMS) или информациони систем за менаџмент људских ресурса (енгл. Human Resource Information System, HRIS) је врста софтвера за људске ресурсе (HR) који комбинује велики број система и процеса како би осигурао једноставност управљања људским ресурсима, пословним процесима и подацима. Компаније користе софтвер за менаџмент људских ресурса како би објединиле велики број функција управљања људским ресурсима, као што је чување података о запосленима, обрачунавање плата, регрутовање, администрација бенефиција и праћење извештаја о присуству запослених. Он олакшава свакодневно управљање и приступ процесима управљања људским ресурсима . Он спаја људске ресурсе као дисциплину и, посебно, његове основне HR активности и процесе у области информационих технологија, док се програмирање система за обраду података развило у стандардизоване рутине и пакете софтвера за планирање ресурса у предузећима (енгл. Enterprise Resource Planning, ERP). У суштини, ови ERP системи потичу од софтвера који обједињује информације из различитих апликација у јединствену базу података. Повезивање финансијских и модула за менаџмент људских ресурса у једну базу података је најважнија разлика у односу на претходнике који су развијани појединачно, за власника, па је ова софтверска апликација истовремено и ригидна и флексибилна.

Информациони системи за менаџмент људских ресурса обезбеђују средства за прикупљање, чување, анализу и дистрибуцију информација разним стејкхолдерима. HRIS омогућава напредак у традиционалним процесима и стратегијском доношењу одлука. Талас технолошких унапређења је изазвао револуцију у сваком аспекту живота, а ни HR није остао нетакнут у потпуности. Првобитни системи били су уске области деловања, најчешће фокусирани на један задатак, као што је унапређење процеса обрачунавања плата или праћење радног времена запослених. Данашњи системи покривају широк спектар задатака повезаних са одељењима за менаџмент људских ресурса, укључујући праћење и побољшање ефикасности процеса, управљање организационом хијерархијом и поједностављивање финансијских трансакција свих врста. Укратко, како је улога одељења за менаџмент људских ресурса постала сложенија, технолошки системи за менаџмент људских ресурса развили су се како би одговорили на нове потребе.

## Историја

### Појављивање
Тренд аутоматизације обрачуна плата и управљања радном снагом почео је током 1970-их година, када су се због технолошких ограничења и мејнфрејм рачунара, компаније још увек ослањале на ручни унос како би процениле запослене и дигитализовале извештавање.
Први систем за планирање ресурса у предузећима (ERP) који је објединио функције за менаџмент људских ресурса био је SAP R/2 (који је касније замењен са R/3 И S/4hana), уведен 1979. године. Овај систем је давао корисницима могућност да комбинују податке предузећа у реалном времену и регулишу процесе помоћу само једног мејнфрејм окружења. Велики број данас популарних HR система и даље нуди значајне функционалности ERP-а и управљања платама.
Први клијент-сервер систем за тржиште предузећа који је у потпуности HR-оријентисан био је ПиплСофт(енгл. PeopleSoft), објављен 1987. године, а касније га је купио Оракл корпорејшн (енгл. Oracle Corporation) 2005. године. (У Великој Британији CIPHR је 1983. године издао Компел(Compel), као наменски систем за менаџмент људских ресурса). Хостован и ажуриран од стране клијената, ПиплСофт је заменио концепт мејнфрејм окружења и стекао огромну популарност, која му је омогућила да се задржи на сцени у наредним годинама. Систем је и данас активан, с тим што је Оракл такође развио велики број сличних BPM система како би аутоматизовао кључне операције у предузећу.

### Софтвер заснован на веб-у
Почетком касних 1990-их година, продавци услуга везаних за HR кренули су да нуде клауд-хостована решења како би учинили ову технологију приступачнијом малим и удаљеним тимовима. Уместо клијент-сервера, компаније су почеле да користе онлајн налоге на порталима заснованим на веб-у како би имали увид у перформансе својих запослених и пратили достигнућа без обзира на њихову локацију.
Почетак 2000. године обележио је нови и користан концепт развоја људских ресурса. Све више система је обављало специфичне задатке као што су регрутовање и администрација бенефиција, укључујући и најбоље системе те класе који су заменили универзалну ERP + HR формулу.

### Мобилни софтвер
2014. године, компаније су користиле предности клауд хостинг прекретнице како би пребациле функционалности HR-а на мобилне уређаје. Од тада популарни продавци објављују специјалне Андроид и Ајпед/Ајfон (iPad/iPhone) апликације како би одговорили на потребе свих тимова и предузећа.

### Скорији развој
2015. године, корисници софтвера за људске ресурсе су се упознали са системима названим гејмификациона технологија(Gamification technology), који придодају забавну димензију традиционалним HR операцијама и мотивишу запослене да се више залажу, награђујући их беџевима и бонусима.
Још једна популарна иновација која се односи на специјализоване системе за менаџмент људских ресурса је видео запошљавање, зато што већина произвођача уграђује виџете за веб конференције у своје производе, омогућавајући менаџерима да лоцирају и привуку талентоване људе без обзира на географска ограничења.
У будућности, очекује се да ће софтвер за управљање људским ресурсима поново открити свој капацитет, повећати ефикасност са персонализованијим регрутовањем у чијем је центру кандидат, стримлајнд интерфејсима и аутоматизацијом више процеса повезаних са HR-ом, који се тренутно ручно обављају.

## Функције
Функција одељења за људске ресурсе је административна и заједничка свим организацијама. Организације су вероватно, временом, формализовале процес селекције, као и обрачун плата. Управљање „људским капиталом” напредовало је до императивног и сложеног процеса. HR функција састоји се од праћења постојећих података о запосленима, што традиционално подразумева историју запосленог, његове вештине, способности, постигнућа и плату. Да би се смањио обим посла везан за ове административне активности, организације су почеле да аутоматизују велики број ових процеса увођењем специјализованих система за менаџмент људских ресурса. Руководиоци људских ресурса се ослањају на интерне и екстерне ИТ професионалце који су задужени за развој и одржавање HRMS-а. Пре клијент-сервер архитектуре, која се развила крајем 1980-их, велики број аутоматизационих процеса HR-a био је пребачен на мејнфрејм рачунаре који су могли да обраде велике количине података. Као последица велике капиталне инвестиције неопходне за куповину или програмирање власничког софтвера, ови интерно развијени HRMS су били доступни само оним организацијама које су поседовале велике количине капитала. Појава клијент-сервера, апликације за пружање услуга, и софтвера као услуге (енгл. Software as a service, SaaS) или система за менаџмент људских ресурса омогућила је бољу административну контролу система. Тренутно, системи за менаџмент људских ресурса обухватају:
1. Одржавање стања у организацији
2. Запошљавање
3. Организациону културу
4. Администрацију
5. Систем плаћања
6. Планирање људских ресурса
7. Регрутацију/Управљање учењем
8. Управљање учинком
9. Самоуслуживање запослених
10. Распоређивање радних задатака
11. Управљање изостанцима
12. Аналитику
13. Модул за прерасподелу запослених
14. Решавање жалби

Модул плата аутоматизује процес обрачуна плата тако што прикупља податке о времену рада и присуству запослених, обрачунава различите олакшице и порезе, и генерише периодичне плате и извештаје о порезима запослених. Подаци се, углавном, прикупљају из људских ресурса и модула за чување времена који рачунају аутоматски депозит уз могућност ручног писања. Овај модул може обухватити све трансакције везане за запослене, као и интегрисати се са постојећим системима финансијског управљања.
Модул времена и присуства обухвата стандардизовано време и напоре које одређени посао захтева. Најнапреднији модули обезбеђују широку флексибилност прикупљања података, дистрибуције рада и карактеристика анализе података. Примарне функције су анализа трошкова и мерење ефикасности.
Модул за администрацију бенефиција пружа организацијама систем за администрацију и праћење учешћа запослених у повлашћеним програмима. Обично обухвата осигурање, компензацију, расподелу профита и пензију.
Модул за менаџмент људских ресурса је компонента која обухвата велики број других аспеката људских ресурса, од аплицирања за посао до пензионисања запослених. Систем евидентира основне демографске податке, податке о адреси, селекцији, обуци и развоју, способностима и управљачким вештинама, планираним надокнадама и другим повезаним активностима. Водећи системи пружају могућност „читања” пријава за посао и уноса релевантних података у одговарајућа поља у бази података, обавештавајући послодавце и омогућавајући управљање позицијама и контролу положаја. Функција менаџмента људских ресурса подразумева регрутовање, распоређивање, евалуацију, компензацију и развој запослених у организацији. У почетку, предузећа су користила компјутерске информационе системе за:
- обрачун плата и израду извештаја о платама;
- вођење евиденције о особљу;
- управљање талентима ;

Онлајн регрутовање је постала једна од примарних метода које се користе у одељењима за људске ресурсе како би се окупили потенцијални кандидати за упражњене позиције у организацији. Системи за управљање талентима, или модули за регрутовање, нуде HRMS-у интегрисано решење за запошљавање, које обично обухвата:
- анализу искоришћености особља унутар организације;
- идентификовање потенцијалних кандидата;
- регрутовање кроз листу компаније;
- регрутовање помоћу онлајн сајтова за регрутовање или публикација које служе и радницима који регрутују и кандидатима;
- аналитику процеса запошљавања (време за запошљавање, изворе запошљавања, промет);
- усклађивање управљања, како би се осигурало да су огласи за посао и кандидати у складу са прописима владе.

Значајни трошкови настали као последица напора да се одржи организовано регрутовање, унакрсног постављања унутар, али и ван општих или индустријских радних места и одржавања конкурентске предности расположивим ресурсима, довели су до развоја модула посвећеног систему за праћење кандидата(енгл. applicant tracking system, ATS).
Модул за обуку обезбеђује организацијама могућност администрације и праћења обуке и напретка запослених. Систем, који се обично самостално назива „систем управљања учењем” (енгл. learning management system, LMS), омогућава HR-у праћење образовања, квалификација и вештина запослених, као и навођење обука, књига, ЦД-ова, веб-сајтова и разних материјала доступних за учење и помоћ у развоју вештина. Обуке се, затим, могу понудити у одређеним терминима, при чему се информације о делегатима и ресурсима за обуку чувају и мењају унутар истог система. Софистицирани СУУ системи дозвољавају менаџерима да одобре обуку, буџете и термине обуке, управљајући перформансама и проценом.
Модул за самоуслуживање запослених дозвољава запосленима да захтевају податке повезане са HR-ом и извршавају поједине трансакције кроз систем. Запослени могу захтевати од система записе о свом присуству, без захтевања информација од запослених у одељењу за менаџмент људских ресурса. Овај модул такође дозвољава супервизорима одобравање захтева за прековремени рад својих подређених, без преоптерећивања одељења за људске ресурсе .
Велики број организација отишао је изван традиционалних функција и развио је информационе системе за менаџмент људских ресурса који подржавају функције као што су регрутовање, селекција, запошљавање, постављање на одређену позицију, процењивање перформанси, анализа бенефиција запослених, здравље, безбедност и сигурност, док остале интегришу аутсорсоване кандидате тражећи систем који обухвата подскуп горе наведеног.
Модул за аналитику омогућава организацијама да прошире вредности HRMS имплементације издвајањем података повезаних са људским ресурсима, како би ти подаци могли да се користе и на другим платформама пословне интелигенције. На пример, организације комбинују HR метрику са осталим пословним подацима како би идентификовале трендове и аномалије везане за број запослених, у циљу бољег предвиђања утицаја флуктуације запослених на будуће резултате.
Сада постоји више типова HRMS-а или HRIS-а, од којих су неки типични софтверски пакети засновани на локалним машинама, док је други, главни тип, онлајн клауд-базирани систем којем се може приступити путем веб-браузера.
Модул за обуку особља отвара организацијама могућност да започну, прате и управљају обуком запослених и особља. Сваки вид активности може бити снимљен заједно са додатним подацима. Перформансе сваког запосленог или члана особља се потом чувају и може им се приступити преко Модула за аналитику.
Модул за прерасподелу запослених је скорашња, придодата функционалност HRMS-а. Овај модул има функције премештаја, унапређења, ревизије плата, поновног именовања, депутације, потврде, промене начина плаћања и форме писања.